# 孤獨の人
『孤獨の人』（こどくのひと）は、藤島泰輔による小説。1956年4月に三笠書房から出版された。藤島の作家デビュー作であり、当時皇太子であった上皇明仁（第125代天皇）の「御学友」だった著者が、皇太子をめぐる学習院高等科生徒たちの人間模様をモデルに描いた青春小説で、著者が皇太子に捧げたものである。三島由紀夫が序を寄せ、出版当時ベストセラーになった。1957年には西河克己監督により日活で映画化された。各種データベース上では『孤独の人』でも登録されている。

## 作品の背景
出版当時東京新聞社会部記者だった著者のデビュー作である。創作の背景には、「御学友」であった著者の「もっと皇太子さんの実状を知って欲しかった」という心情があった。第一章と第二章の半ばまでは雑誌『新女苑』が初出である。
当初のタイトルは『孤獨の共犯者』で、皇太子をとりまく学友全般が「孤独」であるという意味を込めたものだったが、出版社の三笠書房により、皇太子の存在を浮き上がらせインパクトの強さを狙った『孤獨の人』とされた。

## あらすじ
物語は高等科2年から3年にかけてを舞台としている。登場する生徒らは当然未成年者であるが校内喫煙や飲酒を当たり前に行い、御所内でも生徒らに酒をふるまう場面がある。また作品中には21世紀においては差別用語とされる表現がみられ、岩波現代文庫版ではこの件に関する注意書きを付した上でそのまま記載されている。

### 第一章 昏迷
学習院高等科で皇太子である宮と同学年の吉彦は、ある日宮内庁直轄のアメリカ人教師の通訳・沢田恵子を皆で罵る。吉彦や友人の谷津は、宮から人間的生活を奪う宮内庁の前世紀的なありかた、ひいては敗戦後アメリカに支配される屈辱と、それに対する議論さえもタブーになっている学校の現状を語り合う。戦後も学習院の中では宮の取り巻きかつ幼稚園や初等科からいる元貴族階級が支配的で、平民出身で中等科から途中入学の吉彦は劣等感を抱き、宮の友人にならないかという京極の誘いを断る。そんな中で水野は、宮は生徒同士の勢力争いの道具にされ、誰も本当の意味で彼を愛そうとはせず、宮自身も意思を持たない精神的不具に仕立て上げられてゆくのを見るに堪えかねて彼から離れたこと、学友たちばかりでなく日本全体が宮に対する加害者であると言い、本当に人間として宮を愛すれば、彼から去らねばならなくなると吉彦らにぶちまける。

### 第二章 激情
週のうち3日、宮と寮生活を送る岩瀬は、庵原とともに侍従に無断で宮を連れ出し、山手線に乗って夜の銀座へ行き、店で喫茶を楽しむささやかな冒険をする。岩瀬はほかの客と同じように珈琲を飲むことへの宮の喜びを感じ取る。一同が帰り騒ぎになる中、岩瀬は高揚感を味わい、とがめる級友や大夫らにも反抗するが、侍従に一喝されると庵原とともに号泣してしまう。後日、自由討論の授業で岩瀬は男女交際の自由を訴える。吉彦は、かつて岩瀬と下級生を争った同性愛の経験を思い出し怒るが、宮が議題を熱心に聴いていることに気付き、岩瀬が訴えるのは宮の開放だと理解する。かつて宮が望んだ、女子部の鳥羽頼子を牧場に誘う計画は宮内庁の役人によって潰えたのだ。一方吉彦は、叔父と離婚した年上の女・朋子と、性交には至らないがジゴロのような関係の深い仲になっている。ある日その関係は吉彦の父にばれ、吉彦は父に反抗する。

### 第三章 漂流
吉彦が落第候補になり生徒らの噂になる。そこへ吉彦が現れ、生徒らは宮のことについて討論となる。京極は宮が個性を奪われ、同じ級の者たちも同様であることを認めつつ、宮がそのような存在であることは日本に必要であり、自分たちも彼と日本のために個性や思想を諦めることを肯定するという。岩瀬は反論するも、打ちひしがれ教室を後にする。彼を追った吉彦は、朋子との交際のことを話す。後日岩瀬は、交際相手の淳子が自殺未遂したことを吉彦に語る。岩瀬はある日彼女に欲情して強引に迫り、そのとき彼女に岩瀬が御学友であることを理由に付き合ったと言われ憤るが、それを期に深い関係になった。しかしある時交際が岩瀬の父にばれ、強く反対された淳子は逢引の場所で薬を飲む。彼女を助け出す岩瀬は、一番の友人である自分が淳子と交際することで宮を嫉妬させているという考えに囚われる。岩瀬は吉彦に、彼女との関係も自殺にも理由はなく、自分が彼女を愛してはいなかったことを理解したと憔悴して語る。

### 第四章 疑惑
宮と鳥羽頼子が手を繋いでいる写真が週刊誌に掲載され、それを売った犯人捜しが始まる。判明すればその者は宮の友人ではなくなる。そのため京極らは自分たちへの疑いを吉彦に押し付けようとし、吉彦は激怒するが、京極は宮が友人を失わないためと主張し謝ろうとしない。吉彦は宮のこととなると排他主義に陥る京極らを罵り、真犯人の糸井に憐れみと未来の復讐を宣告して凍りつかせる。

### 第五章 群衆
宮の学年が行く宮城県方面への修学旅行は行く先々で日の丸を手にした群衆に囲まれる。吉彦はそれを見て反戦・反資本主義のデモを思い出すが、その時の恐怖と違う安堵感に、自分が宮を囲む群衆と同じ立場にあり、彼を孤独の人に押し上げている加害者側であると気付き、罪の意識にさいなまれる。宿の食事の際には、地元の良家の子女と噂される娘たちが「徴発」されて給仕をし、船に乗ると「軍艦マーチ」と群衆に見送られ、純朴な若者の船員は全く悪意なく皇太子を乗せたことが一生の思い出になると言う。ホテルへの帰り、一行は群衆の混乱に巻き込まれそうになる。列車に乗る合間も、宮は沿線市長への挨拶に呼ばれる。吉彦は「くだらねえぞお。ちきしょう」と空いた宮の席にどなるが、その声も静寂に飲み込まれてゆく。

### 終章 孤独
吉彦は宮の18歳の誕生日に呼ばれる。12月23日、御所を訪れた吉彦らのグループを代表して舟山が宮に渡したプレゼントは、LP盤とヌードのトランプである。舟山らがトランプで宮を遊ばせると、その中には宮自身と頼子の写真が混ざっていることがわかる。岩瀬はそれを見て、贈り主の無神経さを非難する。吉彦は1年半前から、誰も宮の現状を打開できていないことに憤るが、自分も宮を前にして、なぜ諦めるのかと言うことができない。宮はラテン音楽のレコードをかけ、招待客の少年らと次々にダンスを踊ってゆく。吉彦は宮とサンバを踊ったあと、彼の開放に絶望的になっている自分に気付く。吉彦は会場を後にし、宮の孤独は自分の孤独の鏡であったと知る。吉彦は朋子のもとに向かい、ベッドで彼女を凶暴に愛撫しながら、あの舞踏会はいつまで続くのだろうかと思う。

## 登場人物

### 学習院高等科生徒
千谷 吉彦
C組生徒。文芸部所属。作中、少年の人物としては唯一ファーストネームで書かれる。
平民の実業家の息子。中等科からの入学で、宮との関係には距離を置いている。中等科時代には1年下の井沢信雄と同性愛関係にあったが、岩瀬に奪われる。元叔母の朋子と、性交に至らない愛撫や、バーやナイトクラブ、劇場でのデートをする関係にある。
谷津 乙次
初等科からの生徒で餓鬼大将タイプ。高名なジャアナリストの息子。吉彦と親しく話す。
宮
皇太子。A組生徒。生徒たちには「宮」または「殿下」と呼ばれる。週のうち3日間学生寮で過ごす。吉彦たちにとっては当たり前な外出や男女交際など、青春の時期らしい自由を宮内庁の役人たちによって制限されている。鳥羽頼子に思いを寄せるが宮内庁の反対により叶わなかった。
京極
A組生徒。戦前なら伯爵になるはずだった元貴族階級の子。草書体の『源氏物語』三条西家本を愛読する。宮と幼稚園から一緒で彼の相談をよく受ける。
舟山
テニス部員。初等科からの生徒。かつて先輩だった週刊誌記者の吉川元信と同性愛関係にあったが、吉川が吉彦に心変わりして捨てられる。
杉原
テニス部員。初等科からの生徒。
水野
文芸部所属だが元は野球部。戦死した海軍大将の息子。中等科時代は宮の第一の学友だったが、校内で勢力争いの道具となっていることを憤り、無力感から彼のもとを去る。
岩瀬
寮で宮と同室の生徒。侍従らに無断で宮を銀座に連れ出す。吉彦から井沢を奪った経験がある一方、淳子と交際していて、討論の時間に男女交際の自由を訴える。
庵原
岩瀬とともに銀座に宮を連れ出す生徒。
糸井
宮に近い生徒。宮と鳥羽頼子の写真を吉川に売り、その疑いを吉彦になすりつける。
藤堂
初等科からの生徒。

### その他
鳥羽 頼子
女子部にいる元宮家の生徒で馬術部所属。宮の思い人。
淳子
岩瀬が避暑地の海岸で出会った少女。彼が御学友だという理由で信用して付き合い始める。岩瀬の父に交際を反対され自殺未遂する。
沢田 恵子
宮内庁直属でアメリカから皇太子を教えに来たミセス・ベントン担当の通訳。25歳。英語の授業の休講を伝えるが生徒たちに罵倒される。
東大路 朋子
吉彦の元叔母（叔父の元妻）にあたる。32歳の妖艶な美女で、貴族出身かつ学習院の卒業生。吉彦の叔父が出征中に不貞に走り、離婚後外国人男性（文章上は毛唐と差別的用語で書かれた）と再婚している。
吉彦の叔父
元海軍中尉。朋子と離婚後、後妻の路子を迎えている。

## 作品の評価・反響
出版前から『週刊朝日』で19ページの特集が組まれ、新聞に記事が出るなどマスコミで大きく取り上げられ、センセーショナルな話題となった。
一方、戦後の日本において、戦争のイメージがなく、若く清新な「新生日本」にふさわしいともてはやされた皇太子の実像が、学友たちの権力争いの道具となり宮内庁職員らの窮屈な支配に諦めを抱く存在として描かれたことで、その人気は結婚によるミッチー・ブームが起こるまで陰りを見せた。背景には逆コースと呼ばれた民主化に逆行する風潮への批判があり、日本社会党の茜ケ久保重光と江田三郎は国会でこの小説を取り上げ、枠に嵌められる皇太子の状況への同情と落胆を語り、宮内庁への批判を展開した。
また出版当時は「『暴力教室』学習院版」とも評されたが、これは藤島の先輩にあたる三島由紀夫が、学習院における生徒から先生へのいじめのひどさを表現した言葉で、本作で描かれたような先生いじめは「昔から」だったとしている。学習院の校友会誌『輔仁会』で彼の作品を読んでいた三島は、本作をその頃に比べ「うますぎて心配」といい、皇太子が『レベッカ』のように、他のすべての人物に影響を与え行動の動機を与えながらも小説の背後に「淋しい肩を見せて立って」いる小説としての興趣を評価しつつ、皇太子の置かれる精神的みじめさと、物質的に恵まれない学生のみじめさは「お合い子」だといい、友情と称して皇太子をモデルにしたことについては疑問を投げかけた。
渡部直己は『不敬文学論序説』で、城山三郎『大義の末』とともに、主人公の皇太子に対する意識が山口昌男・網野善彦的王権論にいう「幼帝」への保護意識に根差し、「淡彩ながら明らかにホモ・エロティックな描写視線」があると指摘した。また皇太子との距離の「近さ」が象徴天皇制への批判になっているが、その接近ぶりの不躾さは「恋闕作家」ならではの虚偽や粉飾とともに皇族の初夜や潔斎で全裸にされる姿まで描いてしまう小山いと子の鈍感さと褒め殺しには及ばないとした。

## 書誌情報
- 三笠書房、1956年
- 文春ネスコ、1989年2月、ISBN 4-89036-762-4。
- 読売新聞社〈戦後ニッポンを読む〉、1997年3月、ISBN 4-643-97021-9、監修・解説：佐高信
- 岩波書店〈岩波現代文庫〉、2012年5月、ISBN 978-4-00-602201-3、解説：河西秀哉

## 映画
1957年1月15日公開の日本映画。モノクロ・82分、スタンダード・サイズ。監督は西河克己、主演は津川雅彦。原作で宮城県・松島などに設定されていた修学旅行先は奈良県でのロケになっており、ストーリー時系列は変更されている。
高崎俊夫によれば、日活にもプリントが残っていないという噂のある「幻の映画」とされている。2016年現在、DVD化などはされていない。2014年6月、ラピュタ阿佐ヶ谷でスクリプターの白鳥あかね特集の1本として上映された。

### キャスト
クレジット順は日活サイトのデータを参照した。
- 東大路朋子： 月丘夢路
- 千谷吉彦： 津川雅彦
- 栗本主任： 大坂志郎
- 京極直輔： 青山恭二
- 淳子： 芦川いづみ
- 大夫： 坂東好太郎（特別出演）
- 徳大寺侍従： 四代目澤村國太郎
- 警衛： 安部徹
- 竹田哲之助教師： 中川晴彦
- バスの運転手： 柳谷寛
- 吉彦の父： 清水将夫
- 京極の祖父： 汐見洋
- 矢津： 武藤章生
- 松井勝： 芦田伸介
- 鳥羽頼子： 稲垣美穂子
- 宿の女将： 細川ちか子
- 糸井： 林茂郎
- 山口： 関弘美
- 浅野： 野口一雄
- 水野： 市村博
- 中村知
- 吉野憲司
- 岩瀬徹： 小林旭
- 舟山： 秋津禮二
- 辻口良保
- 皇太子： 黒沢光郎
- 東小路純直
- 白井守彦
- 松井路子： 新井麗子
- 吉彦の母： 原敬子
- ウェイトレス美津子： 福田文子

### 製作
作品の性質上、制作時には日活に右翼からの脅迫状も来ていた。皇太子を演じたのは公募で選ばれた黒沢光郎である。撮影時は皇太子を映してはならないとされたため、画面上ではロングショットや主観ショットのみで、白い手袋をして登場したが、その演出にはこういった事情への配慮があったとされる。
また学習院は皇室を利用しての金儲けや実在する皇太子をテーマにすることを批判し、映画化への協力を断り学生にも関わらないように指示していた。生徒の舟山役で学習院大学在学中だった三谷礼二が秋津礼二の名で出演したが、出演を取りやめるように大学から勧告を受けるものの従わなかったため、院長安倍能成から退学処分を受けた。監督の西河は責任を感じて三谷を日活俳優部に誘い、三谷は秋津の名でいくつかの映画に出演したあと、宣伝部に移り、著名なオペラ演出家となった。なお、撮影自体については、大学正門、グランドなどでロケが行われている。
この退学処分については本多顕彰などが「重すぎる」、戦後自由だった学習院が社会の風潮により「復古調」に戻っていると批判した。また三谷は蓮實重彦の先輩にあたり、蓮實はこの縁で本作撮影に学習院時代の制服を貸している。
撮影現場では、監督が出演者の小林旭に歌を歌わせ、小林が「木曽節」を歌ったところ、あまりのうまさに現場が静まりかえるほどで、これをきっかけに翌年小林はコロムビア・レコードから歌手デビューした。

#### スタッフ
- 監督 - 西河克己
- 脚本 - 中沢信
- 製作 - 児井英生
- 音楽 - 斉藤高順
- 原作 - 藤島泰輔（三笠書房版）
- 撮影 - 高村倉太郎
- 照明 - 大西美津男
- 録音 - 橋本文雄
- 美術 - 松山崇
- 編集 - 中村正
- 助監督 - 山内亮一
- 製作主任 - 栗橋正敏
- スクリプター - 白鳥あかね
- スチール - 斎藤耕一
- 特殊撮影 - 日活特殊技術部
- 配給 - 日活

### 映画の評価
当時の評価は賛否両論で、『朝日新聞』は『太陽の季節』の影響による「太陽族」同様の若者像が描かれたことに対する批判をし、『読売新聞』は地味だが「あくまで真面目に皇太子のことを考えて作られている点に好感が持てる」と評価した。
高崎俊夫は日活初期における正統派の青春映画と評価している。